# Parc national de Frontenac
Der Parc national de Frontenac ist ein 155,3 km² großer Provinzpark im Südosten der kanadischen Provinz Québec. In Québec entspricht ein Parc national allerdings dem, was in den übrigen Provinzen und Territorien ein Provincial Park ist.
Das Schutzgebiet befindet sich in den regionalen Grafschaftsgemeinden Les Appalaches und Le Granit. Es wurde 1987 eingerichtet und wird von Sépaq (französisch Société des établissements de plein air du Québec bzw. englisch Society of outdoor recreation establishments of Quebec) betrieben. 
Das Schutzgebiet liegt entlang des Sees Grand lac Saint-François auf halber Strecke zwischen den beiden Städten Québec und Sherbrooke. 
Die nächstgelegene Stadt ist Thetford Mines.
Der Park umfasst die Hügellandschaften von Estrie, Beauce und Bellechasse. 
Im Park lassen sich mehr als 153 Vogel- und mehr als 30 Säugetierarten beobachten.
Der Park ist in 3 Sektoren aufgeteilt: Saint-Daniel, Sud und Sainte-Praxède.
Im Sektor Saint-Daniel im Norden des Parks befindet sich ein Hochmoorgebiet. 